# Cotoletta
La cotoletta (dal francese côtelette, côte: "costoletta") è un tipo di taglio di carne, solitamente una costoletta di vitello, maiale, agnello, dall'aspetto di una fettina di carne generalmente impanata e fritta.

## Nella cucina italiana
Famosa è la cotoletta alla milanese, generalmente una fetta di vitello impanata e fritta nel burro. Ne è variante la cosiddetta "orecchia d'elefante", cotoletta così chiamata per la forma e solitamente servita con contorno di verdure miste.
Altri tipi di cotoletta possono essere la cotoletta alla bolognese (col prosciutto), la faldìa di cavallo piacentina e le cotolette "alla valtellinese", "alla veneta", "alla valdostana", "alla siciliana" e alla "napoletana". A Roma e in provincia invece viene comunemente chiamata "fettina panata" quella con il vitello, a differenza della "cotoletta di abbacchio" o di lonza.
La cotoletta in umido (cutulatt in ommid) è un piatto tradizionale dell'Emilia assieme alla sua variante cotoletta alla bolognese, mentre in Romagna, soprattutto delle campagne faentine, è popolare la cotoletta in umido coi piselli: dopo aver impanato e fritto le cotolette, queste vengono stufate con olio d'oliva e conserva di pomodoro diluita in acqua, quindi servite con una spolverata di parmigiano grattugiato.
La cotoletta spinacina è a base di carne di pollo macinata e spinaci.

## Nella cucina austriaca
La Wiener Schnitzel è una specialità della cucina viennese, consistente in una fetta di vitello resa sottile mediante battitura, impanata e fritta nello strutto.

## Nella cucina argentina
In Argentina esiste una versione della cotoletta chiamata "Milanesa a la napolitana", portata dagli immigrati italiani agli inizi del XX secolo e viene condita con passata di pomodoro, mozzarella e prosciutto cotto (la più comune), ma talvolta anche con uovo fritto e pancetta.

## Nella cucina indiana
Nella cucina indiana il termine può essere anche usato per il corrispettivo piatto, che è un tortino vegetariano fritto.

## Nella cucina giapponese
La cotoletta fu introdotta in cucina giapponese durante il periodo Meiji, in un ristorante di cucina occidentale nel distretto di Ginza, Tokyo. La pronuncia giapponese di "cotoletta" è katsuretsu. Nella cucina giapponese, katsuretsu o semplicemente katsu è in realtà il nome per la variante giapponese del viennese "schnitzel", una cotoletta impanata. Una variante della cotoletta molto comune è il tonkatsu, per il quale viene utilizzata la carne di maiale, mentre il torikatsu è a base di carne di pollo.

## Nella cucina statunitense
Dagli Stati Uniti arriva la cotoletta di pollo, a base di petto o di altre sue parti e diffusa in tutto il mondo anche grazie ai fast food. La cotoletta è preparata passando carne di pollo in farina, uova e pangrattato, e poi friggendola in padella con olio o burro.